# 千葉彬司
千葉 彬司（ちば はんじ、1936年 - ）は、日本の博物館職員（キュレーター）。元大町山岳博物館館長。大町エネルギー博物館館長、日本生態学会会員、日本哺乳類学会会員。
長野県大町市生まれ。長野県大町高等学校卒業。1955年大町山岳博物館に勤務。主にカモシカの低地飼育と繁殖の研究に従事。
その間、北アルプスで行われた雷鳥の生態調査、カモシカ調査などの各種調査に参加。とくに、大型中型哺乳動物部門を担当。

## 著書
- 千葉彬司 (1972). カモシカ日記. 毎日新聞社. NCID BN11067031
- 千葉彬司 (1981	中公新書	609). カモシカ物語. 中央公論社. NCID BN00718863
- 内田清之助,大村秀雄,千葉彬司 (1982). 鳥.鯨を追って.カモシカ日記. 講談社,全集日本動物誌,8. ISBN 4061477080. NCID BN05511501
- 千葉彬司 (1993). 北アルプス動物物語 : 山岳博物館長とウンコロジーと. 山と渓谷社,Edelweiss books,13. ISBN 4635042731. NCID BN10140023

## 論文
- 国立情報学研究所収録論文 国立情報学研究所
- 千葉彬司. 博物館のまちの中の公営博物館 (市民施設の諸相<特集>)	月刊自治研	13425021	自治研中央推進委員会	1988-03-00	30	3	p53-56	https://cir.nii.ac.jp/crid/1521980705401262080.
- 千葉彬司. カモシカ大量遭難事件の謎	自然	03870014	中央公論社	1977-02-00	32	2	p79-83	https://cir.nii.ac.jp/crid/1524232505680119168.
- 千葉彬司,山口佳秀. 北アルプス・高瀬川流域におけるニホンカモシカの食性について	神奈川県立博物館研究報告 自然科学	04531906	神奈川県立博物館	1975-03-00			p21-36	https://cir.nii.ac.jp/crid/1520572358518928128.

## 賞詞
- 平成22年度長野県ふるさとの森林づくり賞【森林づくり推進の部】長野県知事賞：[3]